# Геворгізов Володимир Юрійович
Геворгі́зов Володи́мир Ю́рійович (нар. 14 липня 1947, Київ) — український тренер з настільного тенісу. Майстер спорту України, Заслужений тренер України.
Тренерською роботою займається з 1968 року. Входив до тренерського штабу збірної команди СРСР, очолював молодіжну збірну команду України. З 2006 року — головний тренер національної збірної команди України з настільного тенісу.
З грудня 2005 року очолював дитячо-юнацьку комісію Федерації настільного тенісу України.
Живе і працює в Києві.